# Copris hispanus

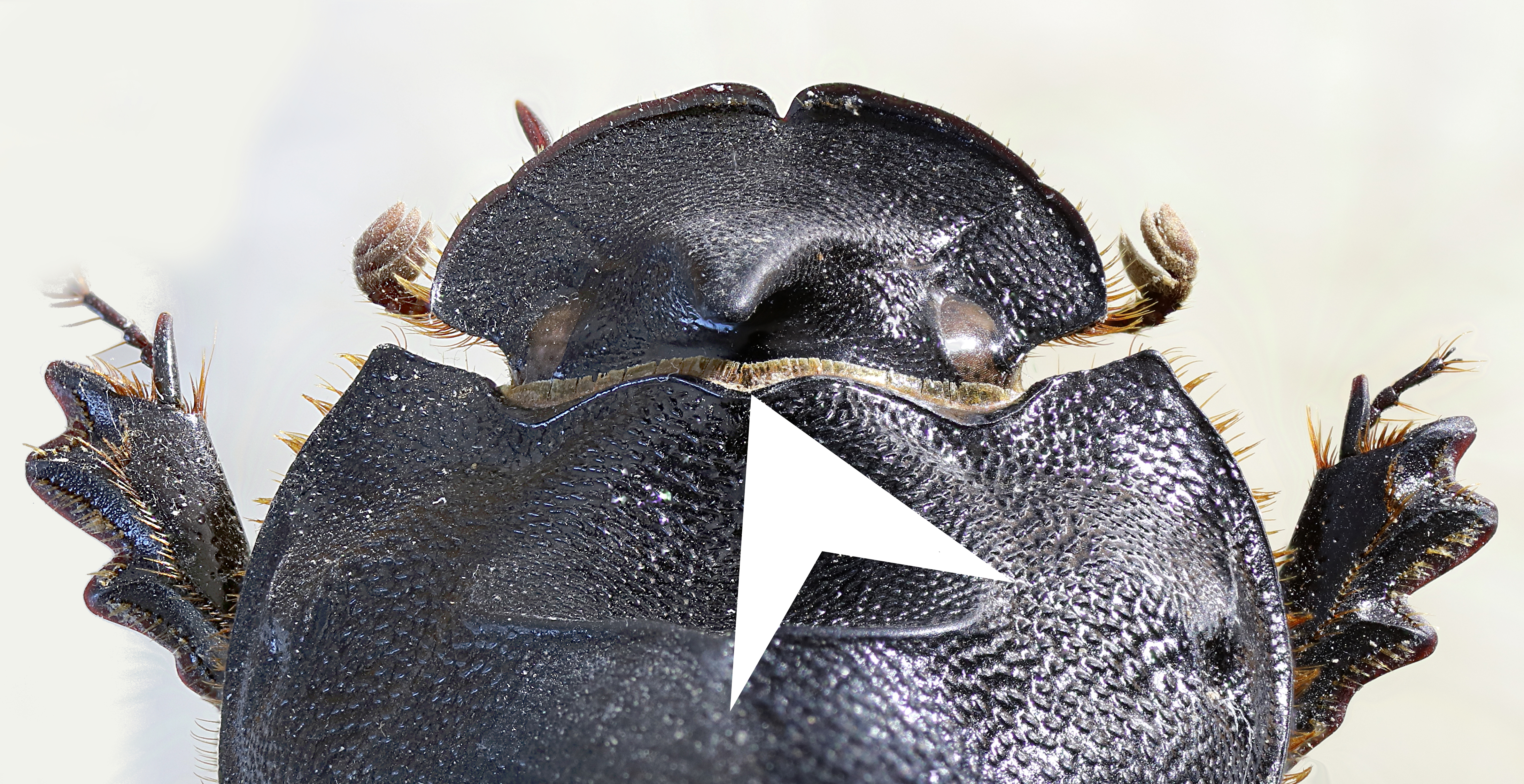
Abb. 1: Vorderteil eines Weibchens von oben

Copris hispanus (auch Schwarzglänzender spanischer Nashornkäfer oder Spanischer Mondhornkäfer) ist eine Käferart aus der Familie der Blatthornkäfer (Scarabaeidae).

## Merkmale
Copris hispanus ist mit 19 bis 36 Millimetern Körpergröße größer als Copris lunaris (Mondhornkäfer) und Copris umbilicatus. Der Halsschild steht bei ihm nach vorne nahezu rechtwinklig. Das auffallende, große Horn auf dem Kopfschild haben beide Geschlechter.
Im Gegensatz zum Mondhornkäfer und Copris umbilicatus ist der Vorderrand des Halsschilds hinter dem Kopfhorn beim Spanischen Mondhornkäfer ausgerandet (Abb. 1, weiße Pfeilspitze).
Die Lebensweise ist identisch mit der von Copris lunaris.

## Lebensraum und Verbreitung
Copris hispanus ist überwiegend mediterran und kommt z. B. im Tal des Flusses Tajo vor. Die östliche Unterart C. h. cavolini dringt mitunter bis in die Nähe von Villach in Kärnten vor.
Bevorzugt wird saurer Felsuntergrund und reichhaltige Ablagerungen. Da er wärmetolerant ist, kann er auf sonnigen, kalkhaltigen Böden leben und Trockenperioden überleben.